# 烟台街道
烟台街道，是中华人民共和国辽宁省辽阳市灯塔市下辖的一个乡镇级行政单位。

## 行政区划
烟台街道下辖以下地区：
站前社区、文化社区、兆麟社区、红阳社区、康福社区、灯塔村和土佳屯村。